# Карби-Англонг

Округа Ассама (12 — Карби-Англонг)

Карби-Англонг (ассам. কাৰ্বি আংলং; хинди कार्बी ऑन्गलॉन्ग जिला; англ. Karbi Anglong) — округ на востоке индийского штата Ассам. Административный центр — Дипху. Площадь 10434 км². Является самым крупным среди 27 административных округов штата.

## Демография
Население округа — 813 311 человек, 670 139 индусы, христиане 117 738, мусульмане 18 091 (2,22 %). Плотность населения составляет 78 чел/км² (по переписи 2001). Уровень грамотности 47,04 % (мужчины 60,81 %, 39,19 % женщин) (2001). Среди коренных народов проживающих в этом районе наиболее известный карби. Другие народы: ренгма нага, димаса, бодо, куки, гаро, хасис и чакма.